# Los Collets
Los Collets és una muntanya de 2.064 metres que es troba al municipi de Montferrer i Castellbò, a la comarca de l'Alt Urgell.